# Фалькбеер, Эрнст Карл
Эрнст Карл Фалькбеер (нем. Ernst Karl Falkbeer; 27 июня 1819, Брюнн, — 14 декабря 1885, Вена) — австрийский шахматист и шахматный литератор. Шахматный журналист; основатель первого австрийского шахматного журнала «Wiener Schachzeitung» (1855), один из редакторов журнала «The Chess Player's Magazine».
Родился в австрийском Брюнне (ныне — город Брно в Чехии), в дальнейшем переехал в Вену, где изучал юриспруденцию, но в итоге стал журналистом. Во время «Весны народов» был вынужден бежать в Германию, где проживал в 1848—1852 годах, где играл с Адольфом Андерсеном, Жаном Дюфренем и другими известными мастерами. 
В 1853 получил разрешение вернуться в Вену. В 1855—1864 жил в Лондоне, где сыграл два матча с Генри Бёрдом. В 1856 году - с ничейным общим счётом — 8½ : 8½ (+7 −7 =3), а 1956/7 году - выиграл со счетом  (+5 −4 =4). На международном турнире в Бирмингеме (1858; единственное турнирное выступление) разделил 1-2-е место с Иоганном Лёвенталем, которому проиграл дополнительный матч — 2½ : 4½ (+1 −3 =3).
Вёл шахматные колонки в The Sunday Times с апреля 1857 года по ноябрь 1859 года. В 1864 году вернулся в Вену, где в дальнейшем, с 1877 по 1885, вёл колонки в Neue Illustrierte Zeitung. Умер в Вене 14 декабря 1885 года.
Наиболее известен как шахматный теоретик. В Королевском гамбите разработал популярный контргамбит, который носит его имя (контргамбит Фалькбеера).